# Kalven (Norbergs socken, Västmanland, 666366-151209)
Kalven är en sjö i Norbergs kommun i Västmanland och ingår i Norrströms huvudavrinningsområde. Sjön är 2,5 meter djup, har en yta på 0,04 kvadratkilometer och är belägen 145 meter över havet.